# Эссаме, Ги Стефан
Ги Стефа́н Эссаме́ (фр. Guy Stéphane Essame; 25 ноября 1984, Дуала, Камерун) — камерунский футболист, полузащитник.

## Биография
В сезоне 2008 подписал контракт с чеченским клубом «Терек». До этого выступал за португальскую «Боавишту», забив 1 гол в 22 играх. Также сыграл три матча за сборную Камеруна, дебютировав в матче против сборной Маврикия. 24 июля 2009 года было сообщено, что Эссаме перешёл в «Нижний Новгород» на правах аренды. В августе 2013 года подписал контракт с гродненским «Неманом». В конце 2013 года перешёл в казахстанский клуб «Астана».

## Клубная статистика
| Игровая карьера | Игровая карьера | Игровая карьера | Лига | Лига | Кубок | Кубок | Межд. | Межд. | СК | СК |
| --------------- | --------------- | --------------- | ---- | ---- | ----- | ----- | ----- | ----- | -- | -- |
| 2014            | Атырау          | А               | 18   | 2    | 2     | 0     | —     | —     | —  | —  |
| 2014            | Астана          | А               | 11   | 0    | 1     | 0     | 6     | 0     | —  | —  |
| 2015            | Атырау          | А               | 31   | 4    | 1     | 0     | —     | —     | —  | —  |
| 2016            | Атырау          | А               | 28   | 1    | 4     | 0     | —     | —     | —  | —  |